# Royaume des Sedangs
Le royaume des Sedangs est un royaume éphémère que l’aventurier et officier français Marie-Charles David de Mayrena créa en 1888 dans l’arrière-pays de l’Annam, en Indochine française. Il s'auto-proclama Marie Ier, roi des Sedangs. La France ne reconnut jamais ce royaume, qui disparut en 1889 avec la fuite de Mayrena et le début d’une expédition militaire française dans les hauts plateaux d’Annam.

## Historique
Marie-Charles David de Mayrena était un Français de Saïgon marié à une Cham et parlant couramment le viet et le cham. Il vivotait d’articles dans Le Saïgonnais et autres « bricolages ». En 1888, craignant que les Siamois, poussés par les Allemands, ne pénètrent du Laos dans les Hauts Plateaux, alors sous influence des missionnaires français, le Gouverneur général a l’idée d’essayer de créer une ligue des minorités bahnar, jaraï, moï et sedang et charge David de Mayrena de partir là-bas sans mission officielle pour essayer de créer cette ligue. En cas de réussite, il serait déclaré officiellement Chef de la Fédération Moï (on retrouve la même idée après 1945 avec la création de la Fédération Thaïe sous la férule de Déo Van Long à Lai Chau, cette fois-ci pour lutter contre le Việt Minh).
David de Mayrena arrive donc à Kon Tum en passant par Qui Nhon et An Khê et fait la tournée des tribus vêtu d’un bel uniforme, bicorne et sabre incrusté de nacre et d’or et avec un porteur d’oriflamme. Il réussit à convaincre les Bahnar et rédige une Constitution de la Confédération bahnar. Il continue avec les sedang et les jaraï (toutes ces tribus se battaient entre elles). Il réussit si bien à convaincre les sedang qu’ils le proclament roi, et David de Mayrena écrit alors une 2e constitution, celle de la Confédération des Sedang, avec lui-même comme roi sous le nom de Marie 1er. Ladite constitution instaure un gouvernement avec un de ses aides français ministre des Affaires étrangères et de la Guerre, un père Grand aumônier du roi, et elle inclut deux articles, l’un interdisant les sacrifices humains et l’autre instaurant le catholicisme comme religion officielle du royaume. Il crée également deux décorations, l’Ordre de Sainte Marguerite pour récompenser la valeur militaire et l’Ordre du Mérite Sedang pour services rendus au roi. Il fait également imprimer de la monnaie et des timbres-poste.
C'est un royaume d’opérette, mais il n’empêche que David de Mayrena réussit à arrêter pour un temps les guerres entre tribus, et qu'il est de ce fait remercié par les autorités françaises. Hélas pour lui, le Gouverneur général change et le nouveau n’apprécie pas du tout ce qu’il considère comme une plaisanterie.
David de Mayrena part en France, puis en Belgique pour essayer de trouver des appuis et surtout de l’argent, ce qui ne réussit pas. Il retourne en Indochine en bateau avec un groupe de riches jeunes gens auxquels il a fait miroiter un eldorado mais, arrivé à Singapour, il est informé par le consul de France qu’il est désormais interdit de séjour en Indochine. Obsédé par son royaume et désespéré, David de Mayrena tente de se retourner vers l’empereur Guillaume d'Allemagne en lui offrant le protectorat du royaume, ce qui le fait accuser de haute trahison par le gouvernement français. Il se réfugie alors dans l’île de Tioman en Malaisie, et meurt seul en 1890, sans doute en se piquant avec une aiguille empoisonnée. À noter que la confédération sedang succéda à son royaume et durera jusqu’en 1897, date à laquelle elle est rattachée au Protectorat français d’Indochine.
André Malraux en parle beaucoup dans ses Anti-mémoires et il semblerait qu’il voulait en faire un film.

## Philatélie

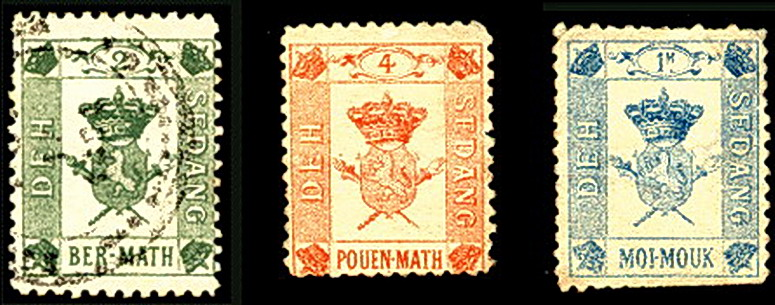
Timbres du royaume des Sedangs.

En philatélie, les timbres du royaume des Sedangs sont rarissimes, surtout pour le tirage de 1888, car de nombreux philatélistes se débarrassèrent de leurs acquisitions, une fois le pays fictif disparu. Les exemplaires oblitérés le sont de complaisance, et même certains ont reçu leur cachet à Paris. Il a existé quelques lettres affranchies avec ces timbres et oblitérées d’une croix manuscrite ; elles furent taxées par les postes coloniales françaises en application d’une circulaire de 1888.